# نرمین الفقی
نرمین الفقی (عربی: نرمين الفقي؛ زادهٔ ۲۱ ژوئن ۱۹۷۲) هنرپیشه اهل مصر است.

## زندگی‌نامه
نرمین الفقی در شهر اسکندریه مصر به‌دنیا آمده و بزرگ شده و از دانشکده دختران النصر را فارغ‌التحصیل شده و سپس در دانشکده بازرگانی، دانشگاه اسکندریه فارغ‌التحصیل شده‌است.